# Rdeča devana
Rdeča devana (znana tudi kot velika rdeča mravlja) (znanstveno ime Formica rufa) je velika mravlja, ki je razširjena tudi v Sloveniji.

## Opis
Te mravlje zrastejo od 8 do 10 mm v dolžino. Delavke imajo rdeč trup in črn zadek, samci pa so povsem črne barve in imajo velike in močne čeljusti. Krila imajo samo matice in samci, ki pa jih po oploditvi odvržejo. Te mravlje so koristne žuželke, ki se hranijo z raznimi škodljivimi žuželkami in manjšimi nevretenčarji, ližejo pa tudi sladek izloček listnih uši. Delavke pri obrambi gnezda močno grizejo, v nevarnosti pa lahko iz žlez na trebuhu izbrizgajo mravljinčno kislino. To kislino je leta 1671 prvič pridobil prav iz velike količine stisnjenih rdečih mravelj britanski naravoslovec John Ray.

## Razširjenost
Rdeča devana je razširjena po celi Evropi. Matica po oploditvi ustvari novo kolonijo, iz prvih jajčec pa se razvijejo pretežno delavke. Le-te začnejo takoj graditi mravljišče, običajno preko drevesnega panja. Mravljišč je sestavljeno iz podzemnega in nadzemnega dela, kjer mravlje negujejo zarod. Bube so dolge do 5 mm, delavke pa jih nenehno selijo med zgornjim in spodnjim delom mravljišča, saj se lahko razvijajo le na toplem in suhem. V največjem obsegu lahko mravljišče sega do 1,5 metra visoko, sestavljeno pa je iz smrekovih iglic in iz koščkov lesa in lubja.